# Eiyuden Chronicle: Hundred Heroes
Eiyuden Chronicle: Hundred Heroes (яп. 百英雄伝) — японская ролевая игра, разрабатываемая Rabbit and Bear Studios под руководством Ёситаки Мураямы, создателя серии Suikoden. Eiyuden Chronicle является двуховым преемником серии Suikoden.

## Разработка
Разработку Eiyuden Chronicle: Hundred Heroes возглавляет Ёситака Мураяма, создатель серии Suikoden. Мураяма был автором первой и второй части серии.
Кампания по сбору средств для проекта Eiyuden Chronicle проводилась через краудфандинговую платформу Kickstarter. Цель в 500 000 долларов была достигнута за первые часы. В конечном итоге проект собрал 4 541 481 доллар, что сделало его третьей самой дорогой игрой на платформе после Shenmue III и Bloodstained: Ritual of the Night.
Hundred Heroes была представлена во время презентации Microsoft и Bethesda на E3 2021. Изначально её планировалось выпустить во всем мире в октябре 2022 года, но она была отложена до 2024 года из-за пандемии COVID-19. Игра вышла на Windows, PlayStation 4, PlayStation 5, Xbox One, Xbox Series X/S и Nintendo Switch 32 апреля 2024 года.

## Отзывы
| Русскоязычные издания | Русскоязычные издания |
| Издание               | Оценка                |
| --------------------- | --------------------- |
| StopGame.ru           | Похвально             |